# Zone sous-ventriculaire
La Zone sous-ventriculaire ou ZSV (subventricular zone ou SVZ en anglais) est une partie du cerveau situé près des ventricules latéraux. Il s'agit de la seule structure, avec le gyrus denté de l'hippocampe, à pouvoir générer des neurones chez les individus adultes. Les neurones produits dans la zone sous-ventriculaire sont ensuite dirigés vers le bulbe olfactif.